# Elecciones a la Asamblea de Ceuta de 1991
Las elecciones al Ayuntamiento de Ceuta de 1991 se celebraron el 26 de mayo. Resultó investido alcalde Francisco Fraiz Armada, exmiembro del PSOE, ahora dentro de las listas de Progreso y Futuro de Ceuta, formando gobierno con CEU y PSOE. En 1994, Fraiz dimite como consecuencia de una sentencia del Tribunal Supremo contra él y la presidencia pasa Basilio Fernández.
| ← Elecciones al Ayuntamiento de Ceuta de 1991 → |                                               |           |       |       |         |     |
| Presidente y gobierno | Partido                                       | Candidato | Votos | %     | Escaños | +/- |
| - Alcalde: Francisco Fraiz Armada (1991-1994) (PFC) Basilio Fernández (1994-1995) (PFC) - Gobierno: PFC-CEU-PSOE - Censo: 43.135 - Votantes: 24.301 (56,3%) - Abstención: 18.834 (43,7%) - Válidos: 24.194 - A candidatura: 24.075 (99,5%) | Progreso y Futuro de Ceuta (PFC)              |           | 9.420 | 39,13 | 11      | +11 |
| - Alcalde: Francisco Fraiz Armada (1991-1994) (PFC) Basilio Fernández (1994-1995) (PFC) - Gobierno: PFC-CEU-PSOE - Censo: 43.135 - Votantes: 24.301 (56,3%) - Abstención: 18.834 (43,7%) - Válidos: 24.194 - A candidatura: 24.075 (99,5%) | Alianza Popular-Partido Popular (AP-PP)       |           | 5.812 | 24,14 | 6       | =   |
| - Alcalde: Francisco Fraiz Armada (1991-1994) (PFC) Basilio Fernández (1994-1995) (PFC) - Gobierno: PFC-CEU-PSOE - Censo: 43.135 - Votantes: 24.301 (56,3%) - Abstención: 18.834 (43,7%) - Válidos: 24.194 - A candidatura: 24.075 (99,5%) | Partido Socialista Obrero Español (PSOE)      |           | 3.004 | 12,48 | 3       | -5  |
| - Alcalde: Francisco Fraiz Armada (1991-1994) (PFC) Basilio Fernández (1994-1995) (PFC) - Gobierno: PFC-CEU-PSOE - Censo: 43.135 - Votantes: 24.301 (56,3%) - Abstención: 18.834 (43,7%) - Válidos: 24.194 - A candidatura: 24.075 (99,5%) | Ceuta Unida (CEU)                             |           | 2.501 | 10,39 | 2       | -4  |
| - Alcalde: Francisco Fraiz Armada (1991-1994) (PFC) Basilio Fernández (1994-1995) (PFC) - Gobierno: PFC-CEU-PSOE - Censo: 43.135 - Votantes: 24.301 (56,3%) - Abstención: 18.834 (43,7%) - Válidos: 24.194 - A candidatura: 24.075 (99,5%) | Partido Socialista del Pueblo de Ceuta (PSPC) |           | 2.065 | 8,58  | 2       | -1  |
| - Alcalde: Francisco Fraiz Armada (1991-1994) (PFC) Basilio Fernández (1994-1995) (PFC) - Gobierno: PFC-CEU-PSOE - Censo: 43.135 - Votantes: 24.301 (56,3%) - Abstención: 18.834 (43,7%) - Válidos: 24.194 - A candidatura: 24.075 (99,5%) | Centro Democrático y Social (CDS)             |           | 1.273 | 5,29  | 1       | -1  |
| - Alcalde: Francisco Fraiz Armada (1991-1994) (PFC) Basilio Fernández (1994-1995) (PFC) - Gobierno: PFC-CEU-PSOE - Censo: 43.135 - Votantes: 24.301 (56,3%) - Abstención: 18.834 (43,7%) - Válidos: 24.194 - A candidatura: 24.075 (99,5%) | En blanco                                     | N/A       | 119   | 0,5   | N/A     | N/A |
| - Alcalde: Francisco Fraiz Armada (1991-1994) (PFC) Basilio Fernández (1994-1995) (PFC) - Gobierno: PFC-CEU-PSOE - Censo: 43.135 - Votantes: 24.301 (56,3%) - Abstención: 18.834 (43,7%) - Válidos: 24.194 - A candidatura: 24.075 (99,5%) | Nulos                                         |           |       |       | N/A     | N/A |